# Bayern de Múnich (baloncesto) II
El Bayern Múnich II es un equipo de baloncesto alemán con sede en la ciudad de Múnich, que compite en la ProB, la tercera división de su país. Disputa sus partidos en el Audi Dome, con capacidad para 6700 espectadores. Es el filial del Bayern Múnich (baloncesto).

## Posiciones en Liga
| - 2009: 7-(2.Regionalliga) - 2010: 7-(2.Regionalliga) - 2011: 9-(2.Regionalliga) - 2012: 7-(2.Regionalliga) - 2013: 3-(Regionalliga) - 2014: 2-(Regionalliga) | - 2015: 2-(Regionalliga) - 2016: 1-(Regionalliga) - 2017: 5-(ProB) |

## Palmarés
- Campeón de la Regionalliga (Grupo Sureste)

2016
- Subcampeón de la Regionalliga (Grupo Sureste)

2014, 2015

## Jugadores destacados
| - Erol Ersek - Marvin Ogunsipe - Ivo Garić - Amar Gegić - Eyango Ekambi - Benjamin Ivancić - Scott Englerth - Fabien Fond - Georg Beyschlag - Alexander Blessig - Eddy Edigin Jr. | - Richard Freudenberg - Angelo Goersch - Tim Hasbargen - Karim Jallow - Tobias Korndoerfer - Mauricio Marin - Daniel Mayr - Nelson Weidemann - Julius Wolf - Paul Zipser - Michael Frimpong | - Stavros Tsoraklidis - William Rogers - Nemanja Kekić - Dejan Kovačević - Marko Pecarski - Nemanja Marković - Bogdan Radosavljević |